# Himalayavisuil
De Himalayavisuil (Ketupa flavipes) is een vogel uit de familie der Strigidae (Uilen)

## Verspreiding en leefgebied
Deze soort komt voor van de Himalaya tot Zuidoost-Azië.